# Чемпионат Европы по волейболу среди мужчин 1999
21-й чемпионат Европы по волейболу среди мужчин прошёл с 7 по 12 сентября 1999 года в двух городах Австрии с участием 8 национальных сборных команд. Чемпионский титул в 4-й раз выиграла сборная Италии.

## Команды-участницы
Австрия — страна-организатор;
Болгария, Югославия, Италия, Нидерланды, Россия, Франция, Чехия — по итогам квалификации.

## Система проведения чемпионата
8 команд-участниц чемпионата Европы на предварительном этапе были разбиты на две группы. По две лучшие команды из групп стали участниками плей-офф за 1—4-е места. Итоговые 5—8-е места также по системе плей-офф разыграли команды, занявшие в группах 3—4-е места.

## Города и игровые арены
Соревнования прошли в игровых залах двух городов Австрии — Вене и Винер-Нойштадте.
- Вена.

В «Ferry Dusika Hallenstadion» прошли матчи группы «А» предварительного этапа и плей-офф чемпионата. Арена построена в 1976 году. Названа в честь австрийского велогонщика Франца (Ферри) Дусики. Вместимость трибун — 7700 зрителей.
- Винер-Нойштадт.

В «Arena Nova» прошли матчи группы «B» предварительного этапа чемпионата. Построена в 1994 году. Вместимость трибун — 5000 зрителей.
- Вена
Ferry-Dusika-Hallenstadion
- Винер-Нойштадт
Arena Nova

## Предварительный этап

### Группа А
Вена
| М | Команда  | 1   | 2   | 3   | 4   | И | В | П | С/П | О |
| - | -------- | --- | --- | --- | --- | - | - | - | --- | - |
| 1 | Россия   |     | 3:1 | 3:1 | 3:0 | 3 | 3 | 0 | 9:2 | 6 |
| 2 | Италия   | 1:3 |     | 3:0 | 3:0 | 3 | 2 | 1 | 7:3 | 5 |
| 3 | Болгария | 1:3 | 0:3 |     | 3:0 | 3 | 1 | 2 | 4:6 | 4 |
| 4 | Австрия  | 0:3 | 0:3 | 0:3 |     | 3 | 0 | 3 | 0:9 | 3 |

7 сентября: Италия — Австрия 3:0 (25:12, 25:16, 25:19); Россия — Болгария 3:1 (27:25, 17:25, 25:13, 25:16).
8 сентября: Италия — Болгария 3:0 (25:21, 25:21, 25:23); Россия — Австрия 3:0 (25:19, 25:13, 25:22).
9 сентября: Болгария — Австрия 3:0 (25:22, 25:23, 25:15); Россия — Италия 3:1 (25:20, 22:25, 25:18, 25:20).

### Группа В
Винер-Нойштадт
| М | Команда    | 1   | 2   | 3   | 4   | И | В | П | С/П | О |
| - | ---------- | --- | --- | --- | --- | - | - | - | --- | - |
| 1 | Югославия  |     | 3:1 | 3:1 | 1:3 | 3 | 2 | 1 | 7:5 | 5 |
| 2 | Чехия      | 1:3 |     | 3:2 | 3:2 | 3 | 2 | 1 | 7:7 | 5 |
| 3 | Франция    | 1:3 | 2:3 |     | 3:0 | 3 | 1 | 2 | 6:6 | 4 |
| 4 | Нидерланды | 3:1 | 2:3 | 0:3 |     | 3 | 1 | 2 | 5:7 | 4 |

7 сентября: Югославия — Чехия 3:1 (25:20, 25:14, 24:26, 25:22); Франция — Нидерланды 3:0 (26:24, 27:25, 30:28).
8 сентября: Югославия — Франция 3:1 (25:12, 25:17, 25:27, 25:17); Чехия — Нидерланды 3:2 (19:25, 25:20, 17:25, 25:23, 18:16).
9 сентября: Чехия — Франция 3:2 (26:24, 25:19, 20:25, 23:25, 15:13); Нидерланды — Югославия 3:1 (17:25, 25:21, 25:21, 25:22).

## Плей-офф
Вена

### Полуфинал за 1—4 места
11 сентября
Италия — Югославия 3:1 (25:17, 25:22, 24:26, 25:22)
Россия — Чехия 3:0 (25:21, 25:15, 25:13)

### Полуфинал за 5—8 места
11 сентября
Нидерланды — Болгария 3:0 (25:17, 25:19, 25:18)
Франция — Австрия 3:0 (25:15, 25:23, 27:25)

### Матч за 7-е место
12 сентября
Болгария — Австрия 3:0 (25:23, 25:19, 25:15)

### Матч за 5-е место
12 сентября
Нидерланды — Франция 3:2 (25:21, 23:25, 22:25, 25:23, 15:12)

### Матч за 3-е место
12 сентября
Югославия — Чехия 3:0 (25:17, 25:19, 25:23)

### Финал
| 12 сентября 1999 | \| Италия \| 3:1 sport-express.ru \| Россия \| \| Паскуале Гравина (11) Симоне Розальба (1) Андреа Джани (21) Луиджи Мастранджело (16) Марко Меони Самуэле Папи (17) Мирко Корсано (либеро) Марко Браччи (15) Паоло Тофоли Андреа Сарторетти \| Голы \| Игорь Шулепов (7) Алексей Казаков (11) Роман Яковлев (12) Сергей Тетюхин (9) Руслан Олихвер (9) Константин Ушаков (2) Евгений Митьков (либеро) Станислав Динейкин (15) Валерий Горюшев (4) Вадим Хамутцких (1) Александр Герасимов \| | Вена Ferry Dusika Stadion 5500 зрителей |
| Счёт по партиям — 19:25, 25:17, 25:22, 30:28. Время матча — 1 час 35 минут. Судьи: Шеффер, Рёк.                                                                                            | | |
| Италия | 3:1 sport-express.ru | Россия |
| Паскуале Гравина (11) Симоне Розальба (1) Андреа Джани (21) Луиджи Мастранджело (16) Марко Меони Самуэле Папи (17) Мирко Корсано (либеро) Марко Браччи (15) Паоло Тофоли Андреа Сарторетти | Голы | Игорь Шулепов (7) Алексей Казаков (11) Роман Яковлев (12) Сергей Тетюхин (9) Руслан Олихвер (9) Константин Ушаков (2) Евгений Митьков (либеро) Станислав Динейкин (15) Валерий Горюшев (4) Вадим Хамутцких (1) Александр Герасимов |

## Итоги

### Положение команд
| Италия        |
| Россия        |
| Югославия     |
| 4. Чехия      |
| 5. Нидерланды |
| 6. Франция    |
| 7. Болгария   |
| 8. Австрия    |

### Призёры
Италия: Марко Браччи, Мирко Корсано, Андреа Гардини, Андреа Джани, Леондино Джомбини, Паскуале Гравина, Марко Меони, Луиджи Мастранджело, Самуэле Папи, Симоне Розальба, Андреа Сарторетти, Паоло Тофоли. Главный тренер — Андреа Анастази.
  Россия: Константин Ушаков, Руслан Олихвер, Сергей Орленко, Евгений Митьков, Валерий Горюшев, Сергей Тетюхин, Игорь Шулепов, Алексей Казаков, Станислав Динейкин, Вадим Хамутцких, Роман Яковлев, Александр Герасимов. Главный тренер — Геннадий Шипулин.
  Югославия: Владимир Батез, Велько Петкович, Джордже Джюрич, Слободан Бошкан, Дьюла Мештер, Васа Миич, Никола Грбич, Владимир Грбич, Андрия Герич, Горан Вуевич, Иван Милькович, Игор Вушурович. Главный тренер — Зоран Гаич.

### Индивидуальные призы
MVP:  Андреа Джани
Лучший нападающий:  Бас ван де Гор
Лучший блокирующий:  Бас ван де Гор
Лучший на подаче:  Андреа Джани
Лучший в защите:  Даниэль Лион
Лучший связующий:  Петер Бланже
Лучший на приёме:  Сергей Тетюхин
Самый результативный:  Андреа Джани